# A Girl Like Me
Pour les articles homonymes, voir A Girl Like Me (homonymie).
Albums de Rihanna
Music of the Sun
(2005) Good Girl Gone Bad
(2007)
Singles
1. SOS
Sortie : 14 février 2006
2. Unfaithful
Sortie : 8 avril 2006
3. We Ride
Sortie : 21 août 2006
4. Break It Off
Sortie : 6 septembre 2006

A Girl Like Me est le second album studio de la chanteuse de pop Rihanna, qui contient notamment le tube SOS reprenant la chanson de Soft Cell, Tainted Love. L'album intègre également des éléments de dancehall et rock, ainsi que des ballades, pour lesquelles les critiques musicaux étaient ambivalents. Aujourd'hui, cet album s'est vendu à 4 millions d'exemplaires.

## Singles
Le premier single à sortir est SOS, la chanson est immédiatement remarquée et s'écoule a 5 millions d'exemplaires. Il devient son premier numéro 1 au Billboard Hot 100. Puis Unfaithful sort en tant que second single, la chanson est un énorme carton, s'écoule à 6,5 millions d'exemplaires et arrive en 6e place aux États-Unis. Avec Unfaithful, elle remporte son premier NRJ Music Awards. We Ride est le 3e single de l'album, suivi de Break It Off avec Sean Paul.

## Composition
L'album est encore une fois très reggae mais avec des chansons de style plus pop ou RnB. Elle s'entoure de plusieurs stars comme Sean Paul, J-Status, Dwane Husbands. On y trouve les remixes des chansons Pon de Replay ou la partie deux de If It's Lovin' That You Want.

## Liste des titres
1. SOS – 4:00
Produit par J.R. Rotem
2. Kisses Don't Lie – 3:53
Produit par Syndicated Rhythm Productions
3. Unfaithful – 3:48
Produit par Stargate
4. We Ride – 3:56
Produit par Stargate
5. Dem Haters (featuring Dwane Husbands) – 4:19
Produit par Mike City
6. Final Goodbye – 3:14
Produit par Evan Rogers et The Conglomerate
7. Break It Off (featuring Sean Paul) – 3:34
Produit par Don Corleon
8. Crazy Little Thing Called Love (featuring J-Status) – 3:23
Produit par Evan Rogers
9. Selfish Girl – 3:38
Produit par Carl Sturken
10. P.S (I'm Still Not Over You) – 4:11
Produit par Carl Sturken
11. A Girl Like Me – 4:18
Produit par Carl Sturken
12. A Million Miles Away – 4:11
Produit par Carl Sturken
13. If It's Lovin' That You Want(Part II) (featuring Cory Gunz) – 4:08
Produit par Poke & Tone
14. Pon de Replay (Full Phatt Remix) - 3:21

## Classements
| Classement / pays (2006)         | Meilleure position |
| -------------------------------- | ------------------ |
| Allemagne                        | 13                 |
| Australie                        | 9                  |
| Belgique                         | 10                 |
| Canada                           | 1                  |
| Danemark                         | 19                 |
| Espagne                          | 81                 |
| Billboard 200                    | 5                  |
| Billboard Top R&B/Hip-Hop Albums | 2                  |
| Europe                           | 8                  |
| Finlande                         | 30                 |
| France                           | 18                 |
| Hongrie                          | 3                  |
| Irlande                          | 5                  |
| Italie                           | 36                 |
| Japon                            | 3                  |
| Mexique                          | 6                  |
| Norvège                          | 28                 |
| Nouvelle-Zélande                 | 7                  |
| Pays-Bas                         | 14                 |
| Pologne                          | 36                 |
| Portugal                         | 13                 |
| Royaume-Uni                      | 5                  |
| Suède                            | 29                 |
| Suisse                           | 6                  |
| Tchéquie                         | 5                  |

## Ventes et certifications
| Pays              | Certification |
| ----------------- | ------------- |
| Allemagne (IFPI)  | Or            |
| Australie (ARIA)  | Platine       |
| Canada (CRIA      | 2 × Platine   |
| États-Unis (RIAA) | 2 × Platine   |
| France (SNEP)     | Or            |
| Irlande (IRMA)    | 2 × Platine   |
| Japon (RIAJ)      | Or            |
| Royaume-Uni (BPI) | Platine       |
| Russie            | Platine       |
| Suisse (IFPI)     | Platine       |

## Annexe
- Discographie de Rihanna